# 二裂虾脊兰
二裂虾脊兰（学名：Calanthe biloba），为兰科虾脊兰属下的一个植物种。